# Lago Minnewanka
Il lago Minnewanka (in inglese Lake Minnewanka) è un lago glaciale situato nel parco nazionale Banff a circa 5 km dalla cittadina di Banff, nella provincia canadese dell'Alberta. Il lago, stretto e lungo, ha una lunghezza di circa 21 km e ha una profondità massima di 142 m, il che lo rende il secondo lago per lunghezza tra quelli presenti nel parco delle Montagne Rocciose Canadesi.

## Geografia

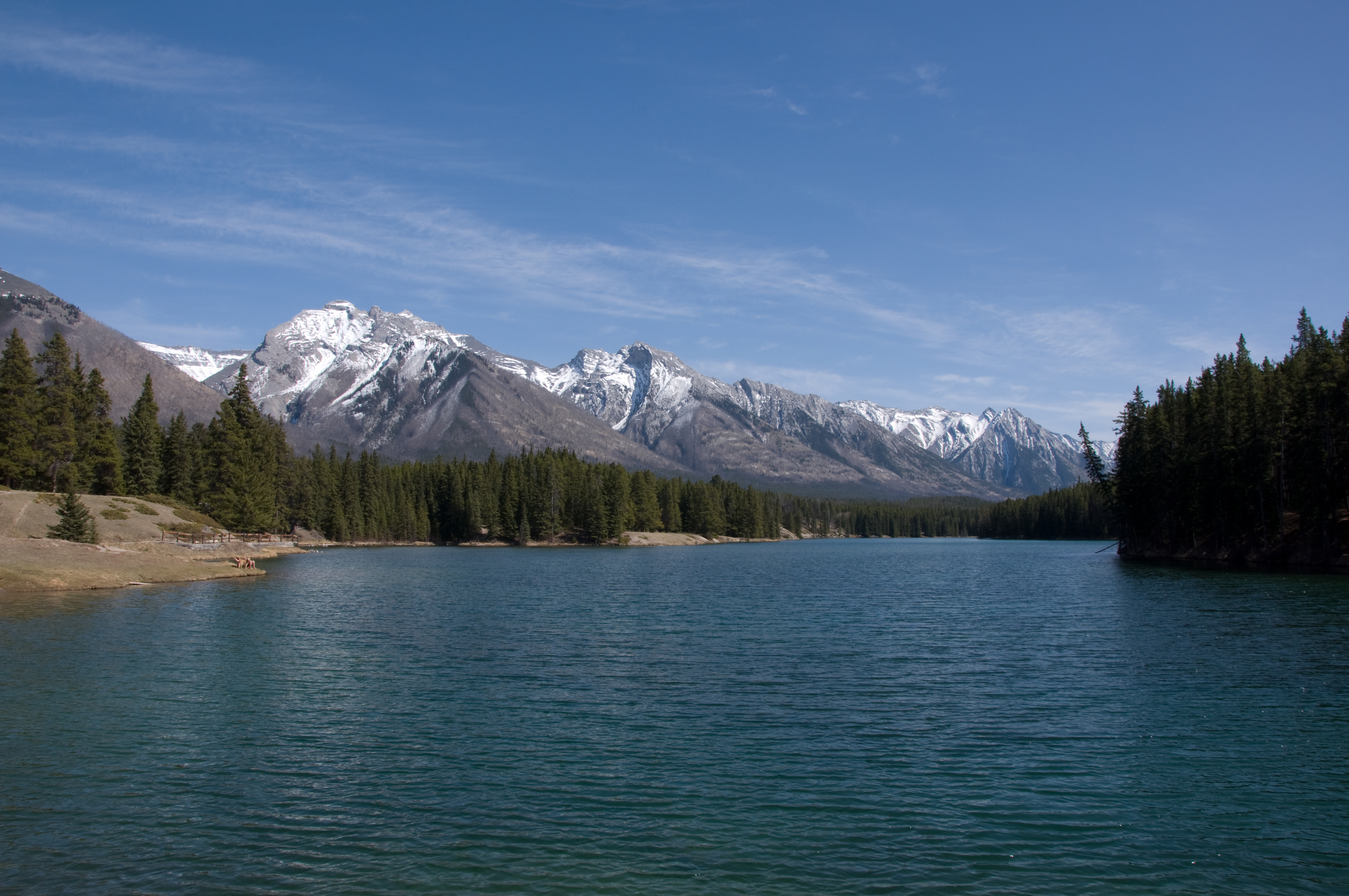
Sponde del lago.

Il lago Minnewanka si trova nel parco nazionale Banff in una vallata circondato da diversi picchi delle Montagne Rocciose, tra i quali l'Aylmer, il Girouard e il Peechee. Il principale immissario è il fiume Cascade, che si immette nel lago lungo lo Stewart Canyon all'estremo occidentale del lago, mentre altri piccoli corsi d'acqua alimentano il lago dalle montagne circostanti.
Il lago circa 75 000 anni fa era il più grande di una serie di laghi alimentati dal fiume Bow. Col raffreddamento del clima, circa 25 000 anni fa, ci fu una crescita dei ghiacciai dai lati settentrionale e occidentale che, progressivamente, ricoprì il lago e l'intera vallata. Quando i ghiacci iniziarono a ritirarsi 15 000 anni fa circa lasciarono un paesaggio differente, forgiando la vallata con ampie morene sul lato occidentale e con la rinascita del lago Minnewanka grazie alle acque di scongelamento che fluivano lungo il fiume Cascade.

## Ambiente
Il lago è popolato da trote, che possono arrivare fino ai 20 kg di peso e rappresentarono una delle attrattive per i primi esploratori europei. Tutto intorno alle sue sponde vivono vapiti, cervi, capre delle nevi e orsi. Inoltre, il lago si trova lungo la cosiddetta golden eagle flyway, una rotta migratoria primaverile e autunnale tra i siti di nidificazione in Alaska e Siberia e i luoghi di svernamento nelle Montagne Rocciose meridionali.

## Storia

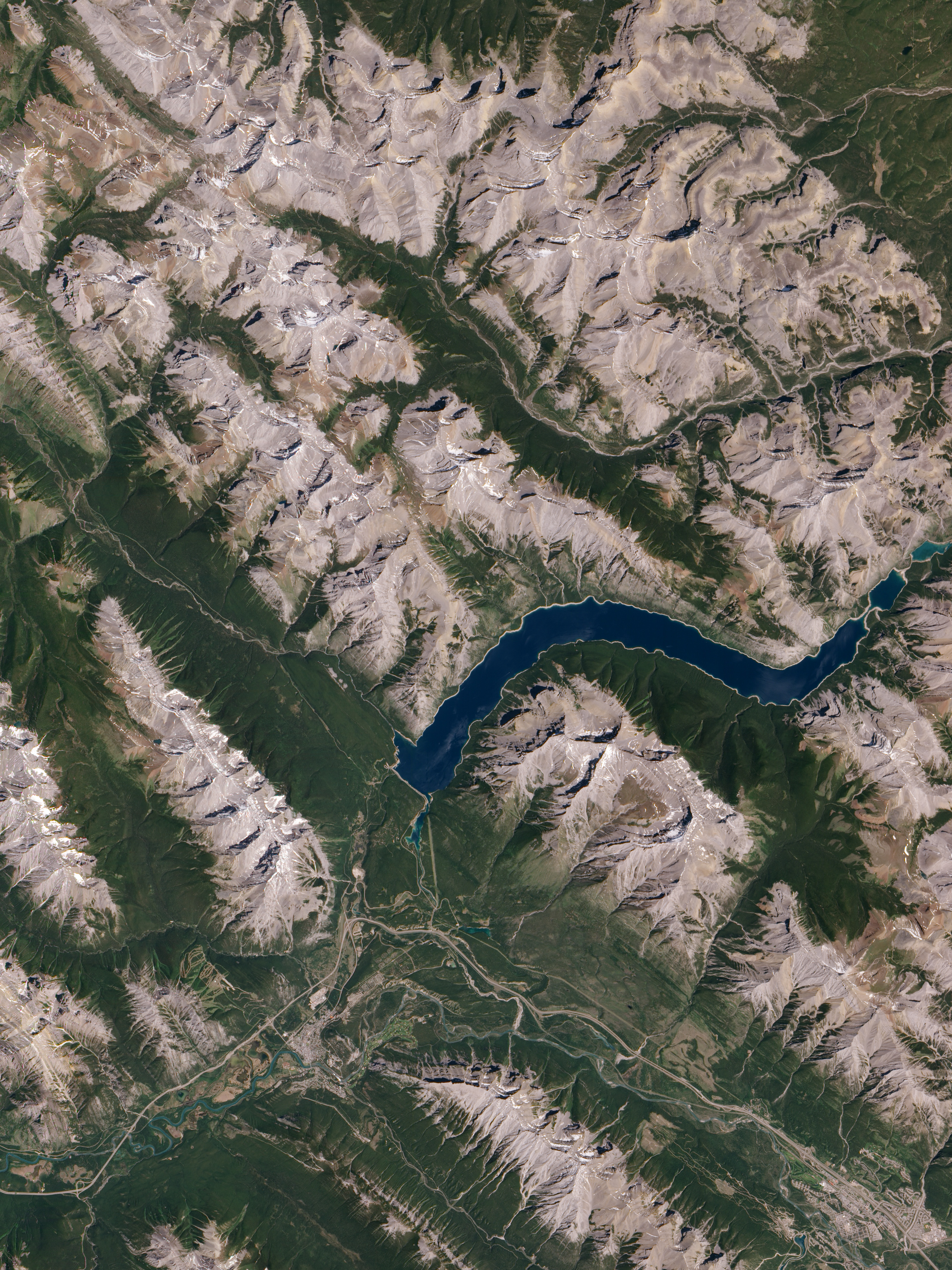
Vista satellitare del lago Minnewanka.

Lungo le sponde del lago sono stati ritrovati manufatti risalenti al periodo della cultura Clovis, circa 10 500 anni fa. Tra i vari manufatti portati alla luce, di particolare interesse archeologico sono le punte di freccia, che, assieme a quelle ritrovate nel vicino sito archeologico del Charlie Lake, hanno dato evidenza delle migrazioni umane verso nord lungo i corridoi liberi dal ghiaccio.
Per un centinaio di secoli popoli indigeni hanno abitato e cacciato lungo le sponde del lago, che venne chiamato dalla nazione indigena dei Nakoda Stoney Minn-waki, ovvero lago degli spiriti poiché temevano e rispettavano il lago, residenza degli spiriti. Al contrario, i primi europei che vi giunsero lo chiamarono "lago del diavolo".
Nel 1888 venne costituito lungo la sponda occidentale del lago l'abitato di Minnewanka Landing, che includeva un albergo, chiamato the Beach House, e dei pontili per visite turistiche lungo il lago. Nel 1895 venne avviata la costruzione della prima di una serie di dighe che cambiò la fisionomia del lago negli anni a seguire. Questa prima diga venne costruita dal governo federale canadese lungo il Devils Creek per migliorare la linea di costa del lago. Una seconda diga venne costruita nel 1912 ad opera della Calgary Power Company, come parte del progetto della centrale idroelettrica di Horseshoe Falls in costruzione più a valle. Questa diga andò a innalzare il livello del lago di circa 3,5 m, ridisegnando la linea costiera, sommergendo completamente il Devils Creek e parte dell'abitato di Minnewanka Landing. Il governo federale costruì un ponte per collegare l'abitato a Banff. Nel 1922 venne abbandonata la vicina comunità carbonifera di Bankhead e chiusa la locale centrale a vapore, che venne poi sostituita dal governo canadese l'anno successivo con una nuova centrale elettrica.
Nel 1930 venne approvato dal governo del Canada il National Parks Act, che proibiva ogni forma di attività industriale all'interno dei parchi nazionali. Nel 1940, dopo l'entrata in vigore del War Measures Act, il governo federale approvò la costruzione di una nuova diga sul lago Minnewanka da parte della Calgary Power Company con l'obiettivo di incrementare la produzione energetica che alimentava la città di Calgary. La terza riga venne così completata nel 1941, determinando un innalzamento del livello del lago di circa 30 m e sommergendo l'intero abitato di Minnewanka Landing, il ponte, la diga del 1895 e quella del 1912 e la successiva centrale elettrica. Da allora il lago è diventato meta per le immersioni subacquee per esplorare l'abitato sommerso e tutte le altre attrazioni finite sott'acqua.